# Piotr Biliński (architekt)
Piotr Biliński (ur. 6 czerwca 1955) – polski architekt i inżynier budowlany.

## Życiorys
Absolwent Wydziału Architektury i Budownictwa Politechniki Łódzkiej na kierunkach „Konstrukcje budowlane i inżynierskie” (dyplom 1980) oraz „Architektura i Urbanistyka” (dyplom 1981).
Uprawniony projektant w branży architektonicznej i rzeczoznawca budowlany w specjalności architektonicznej.
Czynny działacz na rzecz miasta Łodzi i jego mieszkańców. Uczestnik wielu konsultacji społecznych dotyczących infrastruktury drogowej, ochrony zabytków, komunikacji miejskiej, ochrony środowiska, problemów łódzkich przedsiębiorców oraz wielu innych dziedzin dotyczących społeczności łódzkiej.
W wyborach 2014 kandydował bez powodzenia na stanowisko prezydenta Łodzi.

### Kariera zawodowa
- Biuro Projektowania i Programowania Rozwoju Łodzi od 1981
- Miastoprojekt-2 w Łodzi – kierownik zespołu projektowego 1985–1990
- Architekt Miasta Łodzi – 1990 do 1997
- Od 1997 własna działalność gospodarcza[6]

## Projekty
- centra handlowe „Tulipan” i „Pasaż Łódzki”[7]
- centrum „Manufaktura” w Łodzi[7][8]
- centra logistyczne m.in. w Strykowie, Wolborzu, Skierniewicach
- fabryka, centrum produkcyjne i dystrybucyjne firmy farmaceutycznej LEK (dziś Sandoz) w Strykowie
- fabryki „Merloni–Indesit”, „Cablex”, „Mecalit”, „Isopak”, „Drahzugstein” i inne w Łodzi, „Pulverit” w Tychach, „Isopak” w Radomsku, domy i zespoły mieszkaniowe w Łodzi, między innymi „City Park” przy ul. Żeligowskiego[9]
- Projekty renowacji obiektów zabytkowych m.in. w Łodzi i Korczewie
- Projekty renowacji parków zabytkowych w Korczewie i w Sułkowicach
- warsztaty i salony samochodowe w Łodzi i Częstochowie
- Terminal nr 2 Portu Lotniczego Łódź-Lublinek[10][11][7]

## Nagrody
- I stopnia Ministra Gospodarki Przestrzennej i Budownictwa – 1993
- III stopnia Ministra Gospodarki Przestrzennej i Budownictwa – 1995
- Wyróżnienia w konkursach SARP na obiekty użyteczności publicznej i mieszkaniowe

## Inne
- Członek Polskiego Komitetu Przygotowawczego i Polskiej Delegacji na 16 konferencję ONZ do spraw Osadnictwa Ludzkiego HABITAT w 1997 roku
- Członek SARP i Izby Architektów RP
- Wieloletni sędzia, a od 2018 roku Przewodniczący Krajowego Sądu Dyscyplinarnego przy Izbie Architektów Rzeczypospolitej Polskiej[12]
- Doradca i konsultant ds. architektury dziedzictwa kulturowego i gospodarki przestrzennej w Polsce i za granicą
- Członek oraz w latach 2013–2018 wicemarszałek, a od 2018 marszałek Stowarzyszenia Potomków Sejmu Wielkiego[13][14]